# آریستون مقدونیه
آریستون (یونانی: Ἀρίστων) یک افسر سواره نظام مقدونی در جریان نبرد گوگمل بود.